# Lumière a la millor actriu revelació
El Lumière a la millor actriu revelació és un premi cinematogràfic francès que atorga l'Académie des Lumières, formada per més de 200 profesionals de la premsa estrangera a França.
Aquest guardó s'entrega cada any des del 2000 a una jove actriu prometedora que hagi tingut un paper en una pel·lícula de producció francesa o francòfona.
El premi va anomenar-se Mellieur espoir fémenin (Millor esperança femenina), des de l'any 2000 fins al 2014.

## Palmarès
* Font: Pàgina del premi a IMDb. 

### Dècada del 2000
| Any                   | Actriu                         | Títol original    | Títol en català | País |
| --------------------- | ------------------------------ | ----------------- | --------------- | ---- |
| 2000                  |                                |                   |                 |      |
| Audrey Tautou         | Vénus Beauté (Institut)        | -                 | França          |      |
| 2001                  |                                |                   |                 |      |
| Isild Le Besco        | Sade                           | -                 | França          |      |
| 2002                  |                                |                   |                 |      |
| Rachida Brakni        | Chaos                          | -                 | França          |      |
| 2003                  |                                |                   |                 |      |
| Cécile de France      | L'Auberge espagnole            | Una casa de bojos | Bèlgica         |      |
| 2004                  |                                |                   |                 |      |
| Sasha Andres          | Elle est des nôtres            | -                 | França          |      |
| 2005                  |                                |                   |                 |      |
| Marilou Berry         | Comme une image                | Com una imatge    | Bèlgica         |      |
| Lola Naymark          | Brodeuses                      | -                 | França          |      |
| 2006                  |                                |                   |                 |      |
| Fanny Valette         | La petite Jérusalem            | -                 | França          |      |
| 2007                  |                                |                   |                 |      |
| Mélanie Laurent       | Je vais bien, ne t'en fais pas | -                 | França          |      |
| Sandrine Le Berre     | Coup de sang                   | -                 | França          |      |
| Medeea Marinescu      | Je vous trouve très beau       | Ets molt guapo    | Romania         |      |
| Déborah François      | La Tourneuse de pages          | -                 | Bèlgica         |      |
| Nina Kervel-Bey       | La Faute à Fidel !             | -                 | França          |      |
| 2008                  |                                |                   |                 |      |
| Hafsia Herzi          | La Graine et le Mulet          | -                 | França          |      |
| Christa Theret        | Et toi t'es sur qui ?          | -                 | França          |      |
| Audrey Dana           | Roman de gare                  | -                 | França          |      |
| Clotilde Hesme        | Les chansons d'amour           | -                 | França          |      |
| Romola Garaï          | Angel                          | Àngel             | Regne Unit      |      |
| 2009                  |                                |                   |                 |      |
| Nora Arnezeder        | Faubourg 36                    | -                 | França          |      |
| Leila Bekhti          | Des poupées et des anges       | -                 | França          |      |
| Karina Testa          | Des poupées et des anges       | -                 | França          |      |
| Bertille Noël-Bruneau | Le Renard et l'Enfant          | -                 | França          |      |
| Sara Reguieg          | Mascarades                     | -                 | Algèria         |      |
| Léa Seydoux           | La Belle Personne              | -                 | França          |      |

### Dècada del 2010
| Any                   | Actriu                                               | Títol original                 | Títol en català | País |
| --------------------- | ---------------------------------------------------- | ------------------------------ | --------------- | ---- |
| 2010                  |                                                      |                                |                 |      |
| Pauline Étienne       | Qu'un seul tienne et les autres suivront             | -                              | Bèlgica         |      |
| Mati Diop             | 35 Rhums                                             | -                              | França          |      |
| Garance Le Guillermic | Le Hérisson                                          | L'eriçó                        | França          |      |
| Julie Sokolowski      | Hadewijch                                            | Hadewijch                      | França          |      |
| Christa Theret        | LOL                                                  | -                              | França          |      |
| 2011                  |                                                      |                                |                 |      |
| Yahima Torres         | Vénus noire                                          | Vénus noire                    | Cuba            |      |
| Lolita Chammah        | Copacabana                                           | -                              | França          |      |
| Marie Féret           | Nannerl, la sœur de Mozart                           | -                              | França          |      |
| Nina Rodriguez        | No et moi                                            | -                              | França          |      |
| Linda Doudaeva        | Les Mains en l'air                                   | -                              | França          |      |
| 2012                  |                                                      |                                |                 |      |
| Céline Sallette       | L'Apollonide : Souvenirs de la maison close          | -                              | França          |      |
| Alice Barnole         | L'Apollonide : Souvenirs de la maison close          | -                              | França          |      |
| Adèle Haenel          | L'Apollonide : Souvenirs de la maison close          | -                              | França          |      |
| Zoé Héran             | Tomboy                                               | -                              | França          |      |
| Anamaria Valtoromei   | My Little Princess                                   | -                              | Romania         |      |
| 2013                  |                                                      |                                |                 |      |
| Judith Chemla         | Camille redouble                                     | -                              | França          |      |
| Julia Faure           | Camille redouble                                     | -                              | França          |      |
| India Hair            | Camille redouble                                     | -                              | França          |      |
| Agathe Bonitzer       | Une bouteille à la mer                               | Una ampolla al mar de Gaza     | França          |      |
| Izïa Higelin          | Mauvaise fille                                       | -                              | França          |      |
| Sofiia Manousha       | Le noir (te) vous va si bien                         | -                              | França          |      |
| SoKo                  | Augustine                                            | -                              | França          |      |
| 2014                  |                                                      |                                |                 |      |
| Adèle Exarchopoulos   | La Vie d'Adèle : Chapitres 1 et 2                    | La vida d'Adèle                | França          |      |
| Pauline Étienne       | La Religieuse                                        | -                              | Bèlgica         |      |
| Alice de Lencquesaing | La Tête la première                                  | -                              | França          |      |
| Candy Ming            | Henri                                                | -                              | França          |      |
| Vimala Pons           | La Fille du 14 juillet                               | -                              | França          |      |
| Marine Vacth          | Jeune et Jolie                                       | Jove i bonica                  | França          |      |
| 2015                  |                                                      |                                |                 |      |
| Louane Emera          | La Famille Bélier                                    | La família Bélier              | França          |      |
| Joséphine Japy        | Respire                                              | -                              | França          |      |
| Alice Isaaz           | La Crème de la crème                                 | -                              | França          |      |
| Lou de Laâge          | Respire                                              | -                              | França          |      |
| Ariane Labed          | Fidelio, l'odyssée d'Alice                           | -                              | Grècia          |      |
| Karidja Touré         | Bande de filles                                      | -                              | França          |      |
| Ana Girardot          | Le Beau Monde i La prochaine fois je viserai le cœur | -                              | França          |      |
| 2016                  |                                                      |                                |                 |      |
| Güneş Nezihe Şensoy   | Mustang                                              | Mustang                        | Turquia         |      |
| İlayda Akdoğan        | Mustang                                              | Mustang                        | Turquia         |      |
| Tuğba Sunguroğlu      | Mustang                                              | Mustang                        | Turquia         |      |
| Elit İşcan            | Mustang                                              | Mustang                        | Turquia         |      |
| Doğa Zeynep Doğuşlu   | Mustang                                              | Mustang                        | Turquia         |      |
| Golshifteh Farahani   | Les Deux Amis                                        | Les Deux Amis                  | Iran            |      |
| Sara Giraudeau        | Les Bêtises                                          | -                              | França          |      |
| Baya Medhaffar        | À peine j'ouvre les yeux                             | -                              | Tunísia         |      |
| Lou Roy-Lecollinet    | Trois souvenirs de ma jeunesse                       | Trois souvenirs de ma jeunesse | França          |      |
| Sophie Verbeeck       | À trois on y va                                      | A la de tres...                | Bèlgica         |      |
| 2017                  |                                                      |                                |                 |      |
| Oulaya Amamra         | Divines                                              | -                              | França          |      |
| Déborah Lukumuena     | Divines                                              | -                              | França          |      |
| Paula Beer            | Frantz                                               | Frantz                         | Alemanya        |      |
| Lily-Rose Depp        | La Danseuse                                          | La ballarina                   | França          |      |
| Manal Issa            | Peur de rien                                         | -                              | França          |      |
| Naomi Amarger         | Le ciel attendra                                     | -                              | França          |      |
| Noémie Merlant        | Le ciel attendra                                     | -                              | França          |      |
| Raph                  | Ma Loute                                             | L'alta societat                | França          |      |
| 2018                  |                                                      |                                |                 |      |
| Laetitia Dosch        | Jeune Femme                                          | -                              | França          |      |
| Iris Bry              | Les gardiennes                                       | Les guardianes                 | França          |      |
| Eye Haïdara           | Le Sens de la fête                                   | C'est la vie                   | França          |      |
| Camélia Jordana       | Le Brio                                              | -                              | França          |      |
| Pamela Ramos          | Tous les rêves du monde                              | -                              | França          |      |
| Solène Rigot          | Orpheline                                            | -                              | França          |      |
| 2019                  |                                                      |                                |                 |      |
| Ophélie Bau           | Mektoub, My Love: canto uno                          | -                              | França          |      |
| Galatéa Bellugi       | L'Apparition                                         | L'aparició                     | França          |      |
| Andréa Bescond        | Les Chatouilles                                      | -                              | França          |      |
| Jeanne Cohendy        | Marche ou crève                                      | -                              | França          |      |
| Kenza Fortas          | Shéhérazade                                          | -                              | França          |      |

### Dècada del 2020
| Any                   | Actriu                           | Títol original              | Títol en català | País |
| --------------------- | -------------------------------- | --------------------------- | --------------- | ---- |
| 2020                  |                                  |                             |                 |      |
| Nina Meurisse         | Camille                          | -                           | França          |      |
| Céleste Brunnquell    | Les Éblouis                      | -                           | França          |      |
| Mina Farid            | Une fille facile                 | -                           | França          |      |
| Lise Leplat Prudhomme | Jeanne                           | -                           | França          |      |
| Mame Bineta Sane      | Atlantique                       | -                           | Senegal         |      |
| 2021                  |                                  |                             |                 |      |
| Noée Abita            | Slalom                           | Slalom                      | França          |      |
| Najla Ben Abdallah    | Un fils                          | -                           | Tunísia         |      |
| Nisrin Erradi         | Adam                             | Adam                        | Marroc          |      |
| Mélissa Guers         | La fille au bracelet             | La fille au bracelet        | França          |      |
| Fathia Youssouf       | Mignonnes                        | -                           | França          |      |
| 2022                  |                                  |                             |                 |      |
| Agathe Rouselle       | Titane                           | Titane                      | França          |      |
| Zbeida Belhajamor     | Une histoire d'amour et de désir | Una història d'amor i desig | Tunísia         |      |
| Aïssatou Diallo Sagna | La Fracture                      | La fracture                 | França          |      |
| Daphné Patakia        | Benedetta                        | Benedetta                   | Bèlgica         |      |
| Lucia Zhang           | Les Olympiades                   | París, districte 13         | França          |      |
| 2023                  |                                  |                             |                 |      |
| Nadia Tereszkiewicz   | Les Amandiers                    | La gran joventut            | França          |      |
| Marion Barbeau        | En corps                         | En corps                    | França          |      |
| Hélène Lambert        | Ouistreham                       | En un moll de Normandia     | França          |      |
| Guslagie Malanda      | Saint Omer                       | Saint Omer                  | França          |      |
| Rebecca Marder        | Une jeune fille qui va bien      | -                           | França          |      |
| 2024                  |                                  |                             |                 |      |
| Ella Rumpf            | Le Théorème de Marguerite        | El teorema de Marguerite    | França          |      |
| Suzanne Jouannet      | La Voie royale                   | -                           | França          |      |
| Louise Mauroy-Panzani | Àma Gloria                       | -                           | França          |      |
| Park Ji-Min           | Retour à Séoul                   | -                           | Corea del Sud   |      |
| Claire Pommet         | La Vénus d'argent                | -                           | França          |      |
| 2025                  |                                  |                             |                 |      |
| Ghjuvanna Benedetti   | Le Royaume                       | Le royaume                  | França          |      |
| Maïwène Barthélemy    | Vingt Dieux                      | -                           | França          |      |
| Malou Khebizi         | Diamant brut                     | -                           | França          |      |
| Clara-Maria Laredo    | À son image                      | -                           | França          |      |
| Megan Northam         | Rabia                            | -                           | Regne Unit      |      |